# Иссара Качайвон
Иссара Качайвон (англ. Issara Kachaiwong, род. 4 октября 1983 года) — тайский профессиональный снукерист. Стал профессионалом в 2006 году. В 2005-м принимал участие в играх Юго-Восточной Азии по бильярду и снукеру. В 2006-м играл в основной стадии турнира Гран-при и выиграл 4 из 5 матчей в своей группе, но, тем не менее, не вышел в плей-офф, уступив Джону Хиггинсу и Алану Макманусу по разнице фреймов. В 2007 году Иссара был финалистом Thailand Masters. В 2006 году выиграл турнир ACBS Asian Championship. В 2010 году повторил это достижение, что позволило ему снова получить путёвку в мэйн-тур, но из-за плохих результатов в сезоне он вскоре снова выбыл из тура.